# 1909 aux Territoires du Nord-Ouest
Chronologie des Territoires du Nord-Ouest
- 1905
- 1906
- 1907
- 1908
- 1909
- 1910
- 1911
- 1912
- 1913

Cette page concerne les événements survenus en 1909 dans le territoire canadien des Territoires du Nord-Ouest.

## Politique
- Premier ministre : Frederick D. White (Commissaire en gouvernement)
- Commissaire :
- Législature :